# Franz Augsberger
Franz Xaver Josef Maria Ausberger (Vienna, 10 ottobre 1905 – Neustadt, 19 marzo 1945) è stato un generale austriaco, alto ufficiale delle Waffen-SS durante la Seconda guerra mondiale, dove rimase ucciso in azione nel marzo 1945.

## Biografia
Augsberger nacque in Austria nel 1905. Entrò nelle Sturmabteilung (SA) e nel Partito Nazionalsocialista Tedesco dei Lavoratori nel 1930. Fu posto a capo della propaganda della sezione austriaca del partito nazista fino al giugno 1933 quando la sezione austriaca fu dichiarata illegale. In seguito si trasferì in Germania dove entrò nelle Schutzstaffel (SS) nel 1932. Nel 1934 entrò a far parte delle SS-Verfügungstruppe (truppe disposizionali delle SS, abbreviate SS-VT). Entrò in una scuola di addestramento delle SS e la frequentò fino al marzo 1939 quando fu trasferito nel reggimento Der Führer.
Fu in seguito nominato comandante di un reggimento della 6. SS-Gebirgs-Division "Nord". Nel maggio 1942 fu decorato con l'Ordine militare della Croce Tedesca in oro. Nell'ottobre 1942 fu nominato comandante della 3. Estnische SS Freiwilligen Brigade. Nel 1944 tale brigata fu trasformata nella 20. Waffen-Grenadier-Division der SS per essere ampliata nei suoi effettivi, ed egli fu riconfermato come comandante. Augsberger comandò la divisione anche durante la ritirata delle truppe tedesche dal fronte orientale. Nei primi di marzo del 1945 fu decorato con la Croce di Cavaliere della Croce di Ferro direttamente dal feldmaresciallo Ferdinand Schörner. Il 19 marzo 1945 fu ucciso in azione nei pressi della città di Neustadt.